# Millettia theuszii
Millettia theuszii là một loài thực vật có hoa trong họ Đậu. Loài này được (Buttner) De Wild. miêu tả khoa học đầu tiên.